# 나도딸기광이속
나도딸기광이속(------屬, 학명: Cinna 킨나[*])은 벼과의 속이다. 여러해살이 초본식물 4종으로 이루어진 작은 속이며, 아시아와 유럽 및 아메리카에 널리 분포한다. 한국의 자생종은 나도딸기광이 한 종이다. 나도딸기광이속 식물은 주로 물가와 같은 습한 땅에서 자란다.

## 하위 종
- 나도딸기광이(이삭조) C. latifolia (Trevir.) Griseb.
- C. arundinacea L.
- C. bolanderi Scribn.
- C. poiformis (Kunth) Scribn. & Merr.